# Vliesvleugeligen
De vliesvleugeligen (Hymenoptera) zijn een grote orde van insecten die vertegenwoordigd wordt door ruim 150.000 verschillende soorten. De vliesvleugeligen danken hun naam aan de dunne en doorzichtige vleugels. Bekende vliesvleugeligen zijn mieren, wespachtigen, bijen en hommels.
Vrouwtjes zijn uitgerust met een speciale ovipositor (legboor) om eitjes af te zetten in gastheren of plaatsen die moeilijk toegankelijk zijn voor andere dieren. Bij veel soorten is de ovipositor gedurende de evolutie gemodificeerd tot een angel, een gifdragend steekorgaan. Vliesvleugeligen ontwikkelen zich via een volledige metamorfose, wat wil zeggen dat ze een larvaal stadium en een inactief popstadium doormaken voordat ze volwassen worden.

## Naamgeving
Hymenoptera betekent letterlijk vlies (hymen) vleugel (pteron, meervoud ptera) en slaat op de vliezige vleugels die niet deels verhard zijn zoals bij de kevers en de wantsen en geen schubben dragen zoals bij de vlinders.
Het grootste deel van de vliesvleugeligen heeft nog geen Nederlandstalige naam. De meeste soorten worden in het Nederlands wespen genoemd, of anders gezegd: alle insecten uit de orde vliesvleugeligen die géén bij, hommel of mier genoemd worden.

## Verspreiding
Vliesvleugeligen zijn een zeer grote groep van insecten. Van de meeste soorten zijn slechts enkele exemplaren bekend en van veel soorten is slechts de vindplaats van deze individuen gekend en weten wetenschappers nog niets over het ware verspreidingsgebied en de ecologie van de soort.
De schattingen van het aantal soorten dat tot de vliesvleugeligen behoort liggen in de orde van grootte van 300.000 wereldwijd, waarvan er echter nog maar ongeveer 100.000 beschreven zijn. In Europa leven ongeveer 11.000 soorten, het aantal in Nederland voorkomende vliesvleugeligen wordt geschat op 8500; ook dit aantal zal nog aanmerkelijk toenemen. Ter vergelijking: het aantal uit Nederland bekende keversoorten bedraagt 3900. In Europa omvat de orde 68 families waarvan er 63 in Nederland zijn aangetroffen.
In het Nederlands Soortenregister staan van de 18.000 inheemse Nederlandse insectensoorten ruim 4300 soorten als vliesvleugelige geregistreerd, waarvan ruim 3400 sluipwespen, zodat bijna 24% van de Nederlandse insectensoorten bij de orde van de vliesvleugeligen ingedeeld wordt. Waarschijnlijk is het aantal soorten sluipwespen dat in Nederland voorkomt aanzienlijk groter dan het geregistreerde aantal.

## Uiterlijke kenmerken

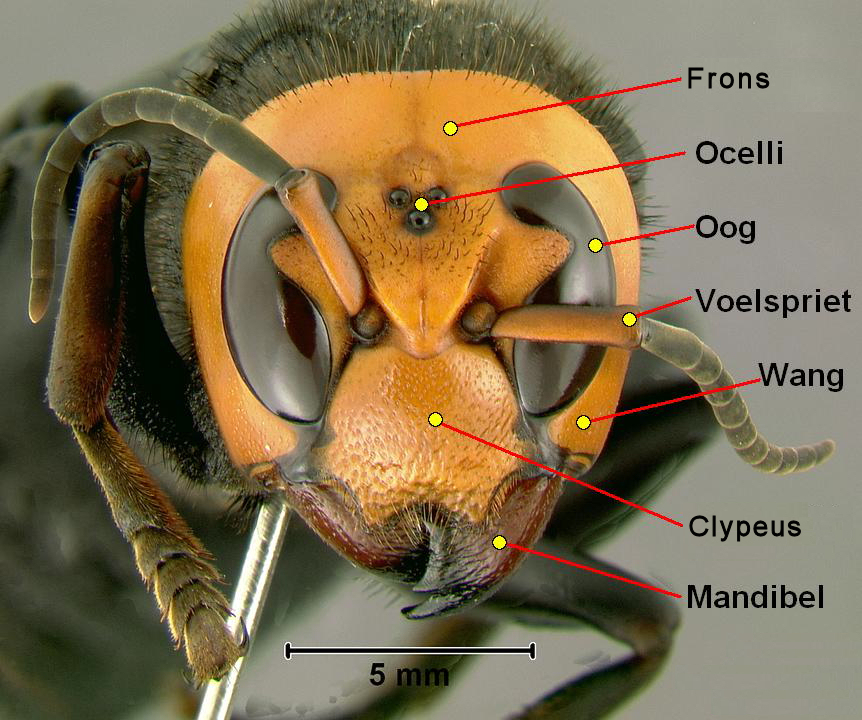
De onderdelen van de kop

Wat betreft de aan de levenswijze aangepaste lichaamsdelen zijn de vliesvleugeligen een zeer diverse groep die vele en sterk gespecialiseerde soorten kent.
Het lichaam van een vliesvleugelige bestaat zoals dat van alle insecten uit drie delen: kop, borststuk en achterlijf. Zowel het borststuk als de kop zijn als bij alle insecten ook weer opgebouwd uit drie delen, al is dit moeilijk te zien. Het achterlijf is duidelijk gesegmenteerd. Vrijwel alle vliesvleugeligen hebben vleugels, ook mieren. Dit zijn echter vaak alleen de mannetjes die slechts enkele weken per jaar te vinden zijn. Sommige vliesvleugeligen zijn sterk seksueel dimorf; het mannetje verschilt sterk van het vrouwtje, waarbij de vleugels soms zijn gereduceerd of geheel ontbreken.
De kop is relatief groot en goed te onderscheiden van de rest van het lichaam. De facetogen zijn vaak langwerpig en zijn meer aan de zijkanten geplaatst. In tegenstelling tot veel tweevleugeligen raken de ogen elkaar niet. Op de bovenzijde van de kop zijn drie ocelli aanwezig, zeer kleine oogachtige structuren die veel minder gevoelig zijn dan de uit vele kleine lensjes opgebouwde facetogen. Vliesvleugeligen kunnen geen rode kleuren waarnemen, maar wel het voor de mens onzichtbare ultraviolet licht.
De voelsprieten zijn relatief lang in vergelijking met veel andere insecten als vliegen en muggen, en zijn elleboogachtig geknikt. De antennes bestaan altijd uit een scapus, een stijf, onbeweegbaar deel dat de basis vormt van de antenne, met aan het einde hiervan de pedicel, het kleine aanhechtingspunt van het flagellum. Dit laatste bestaat uit duidelijke segmenten, en bevat de zintuigencellen.
De vliesvleugeligen hebben altijd twee paar vleugels; de voorvleugels zijn altijd groter dan de achtervleugels. In vergelijking met andere insecten zoals libellen bestaan de vleugels uit relatief weinig vleugelcellen.

### Mimicry

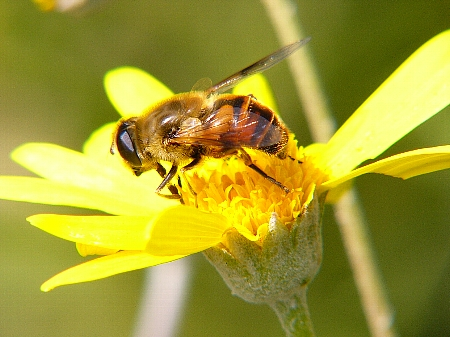
Zweefvliegen zijn geen vliesvleugeligen, maar lijken hier wel op.

Vliesvleugeligen kunnen soms verward worden met insecten uit andere orden, zoals de tweevleugeligen (vliegen en muggen of Diptera) en sommige vlinders (Lepidoptera) of kevers (Coleoptera) die lijken op vliesvleugeligen. Voorbeelden van insecten die met het blote oog op vliesvleugeligen lijken, maar hier niet toe behoren, zijn de zweefvliegen, veel wespvlinders en de wespenboktorren. Deze insecten hebben overeenkomstige kleuren en streeppatronen als angeldragende wespensoorten zodat hun vijanden worden verward en ze met rust gelaten worden. Dit fenomeen wordt mimicry genoemd.

## Levenswijze
Vliesvleugeligen zijn een zeer vormenrijke groep met uiteenlopende levenswijzen. Een van de meest kenmerkende eigenschappen van de Hymenoptera is de zorg voor het nageslacht (broedzorg). Vrijwel alle soorten leggen een voedselvoorraad aan voor de jongen of brengen deze groot in een kolonie. Sommige soorten leggen alleen een ei in een geschikt soort blad, andere soorten slepen een voedselvoorraad naar een afgeschermde cel en zetten hier de eitjes af. Kolonievormende soorten voeren de jongen en verdedigen ze tegen gevaar. Er zijn ook broedparasieten, zoals bepaalde hommels en bijen die zelf geen nest maken maar de eitjes afzetten bij de eitjes van een andere soort. Hierdoor hoeven ze geen voedsel voor de larve te verzamelen; deze eet eerst de eitjes van de gastheer op en doet zich daarna tegoed aan de door de gastouders aangelegde voedselvoorraad.

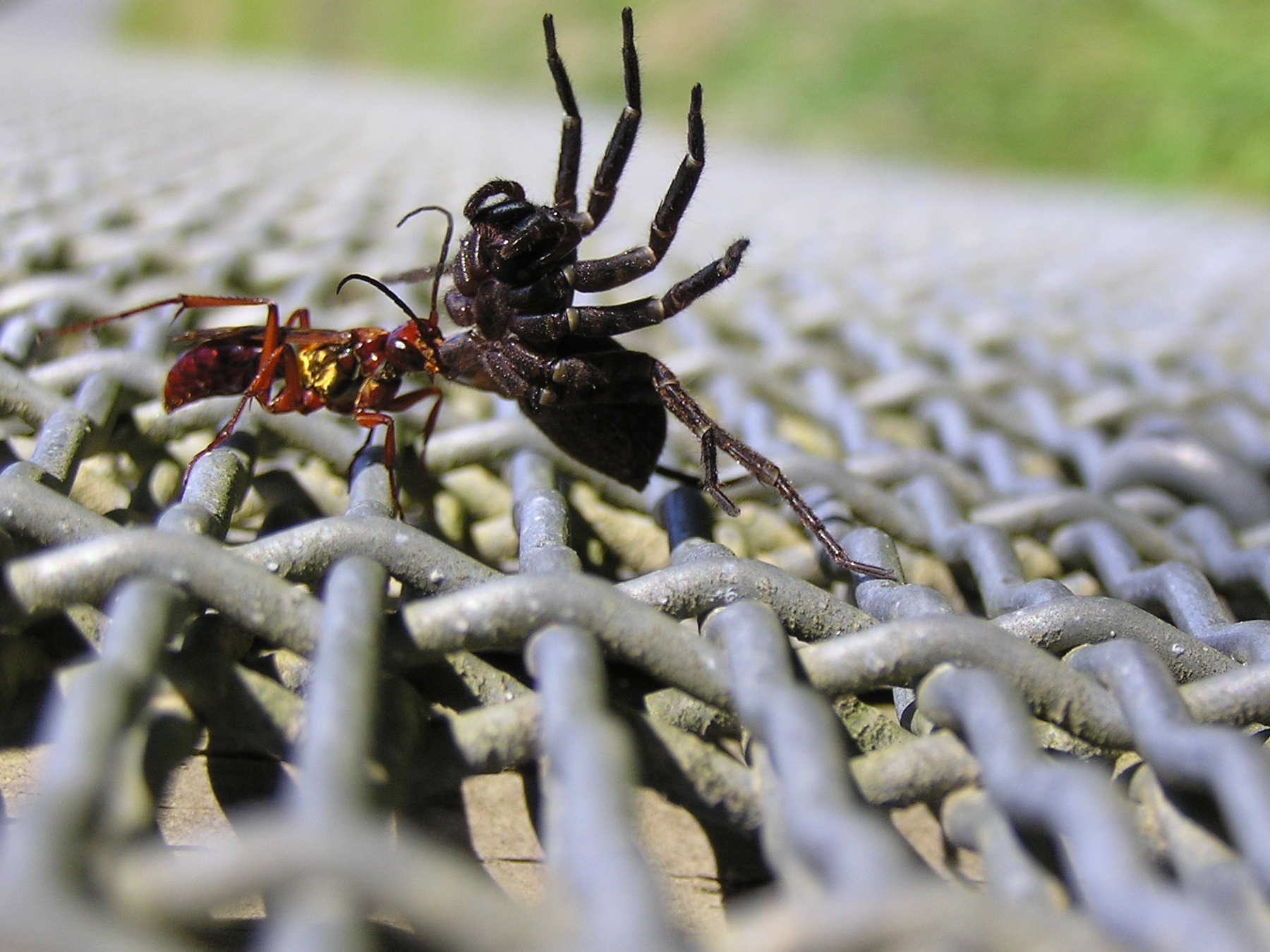
Spinnendoders zijn roofzuchtige vliesvleugeligen die op spinnen jagen.

Bij vliesvleugelen komt polyembryonie veelvuldig voor. Een ander trekje van de vliesvleugeligen (dat bij andere insecten overigens ook voorkomt), is parthenogenese of ongeslachtelijke voortplanting. Bij sommige groepen, zoals de sluipwespen, zijn mannelijke exemplaren zeldzaam of ontbreken zelfs volledig.
Sluipwespen zetten de eitjes af in een nog levende prooi als voedsel voor de larven. De meeste soorten sluipwespen eten van plantensappen als nectar, de vrouwtjes echter hebben voor de ontwikkeling van de eitjes vaak extra proteïnen nodig. Daarom worden soms ook wel andere insecten opgegeten. Larven van veel kolonievormende soorten leven van verzamelde insecten. Plantenwespen (onderorde Symphyta) leven als larve vaak enkel van plantaardig materiaal.
Solitaire soorten hebben geen nest en kennen geen koningin. Er vindt een paring plaats tussen een mannetje en een vrouwtje waarna de eitjes worden afgezet. Nadat de eitjes zijn ontwikkeld worden deze vaak in andere soorten organismen gelegd, meestal planten of insecten, maar ook in slakken, wormen en andere ongewervelden. Er zijn ook sluipwespen die op andere wespen leven.
Tot de verbeelding spreken de spinnendoders, een groep van wespen die actief jaagt op spinnen die vaak groter zijn dan de wesp zelf. Het geslacht Pepsis maakt jacht op vogelspinnen. Deze worden ingegraven en de larven eten eerst de lichaamssappen en pas later de vitale organen zodat de spin zo lang mogelijk in leven blijft, en dus vers blijft.

## Taxonomie
De indeling van Hymenoptera is al vaak veranderd en zal ook in de toekomst nog wel gewijzigd worden. Een van de belangrijkste redenen hiervoor zijn de parafyletische trekjes van de vliesvleugeligen. Er worden tegenwoordig twee onderordes beschreven: de relatief kleine Symphyta, blad- of plantenwespen, en de Apocrita, waar alle andere soorten onder vallen. De onderorde van de Apocrita was in het verleden gesplitst in twee onderorden, genaamd de onderorde van de angeldragers (Aculeata) en de onderorde van de sluipwespen (Parasitica).
Orde Hymenoptera
- Onderorde Apocrita

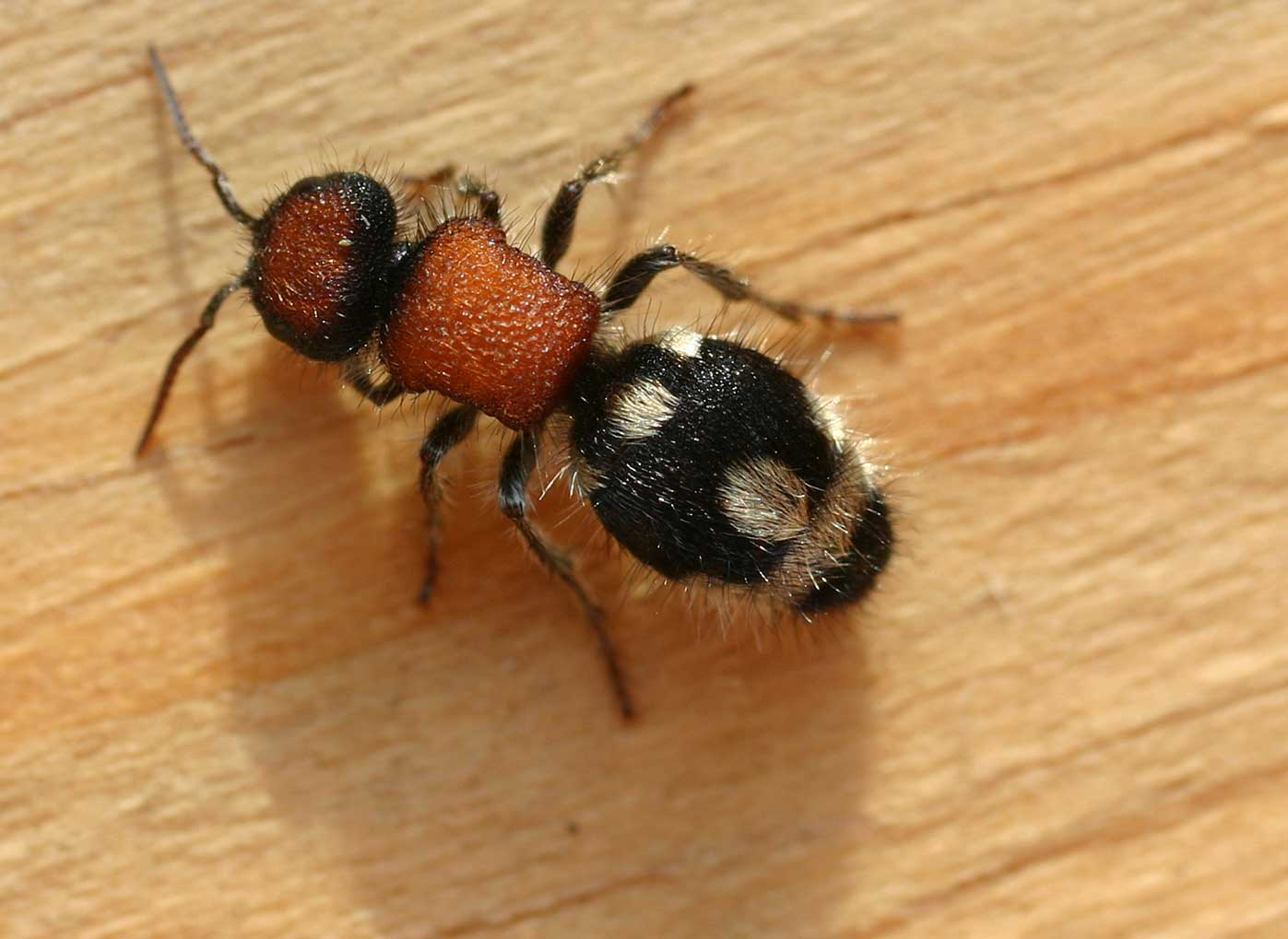
Ronisia barbara behoort tot de mierwespen en wordt gezien als een vleugelloze wesp.

  - Superfamilie Apoidea (o.a. Graafwespen, bijen en hommels)
  - Superfamilie Bethyloidea (Goudwespachtigen)
  - Superfamilie Ceraphronoidea
  - Superfamilie Chalcidoidea (Bronswespen)
  - Superfamilie Chrysidoidea
  - Superfamilie Cynipoidea (Galwespen)
  - Superfamilie Diaprioidea
  - Superfamilie Evanioidea
  - Superfamilie Ichneumonoidea (Sluipwespen)
  - Superfamilie Pelecinoidea
  - Superfamilie Platygastroidea
  - Superfamilie Proctotrupoidea
  - Superfamilie Sphecoidea
  - Superfamilie Vespoidea (o.a. papierwespen, mieren)
- Onderorde Symphyta
  - Superfamilie Cephoidea (Halmwespenachtigen)
  - Superfamilie Megalodontoidea (primitieve zaagwespen)
  - Superfamilie Pamphilioidea
  - Superfamilie Siricoidea (Houtwespen)
  - Superfamilie Tenthredinoidea (Zaagwespen)

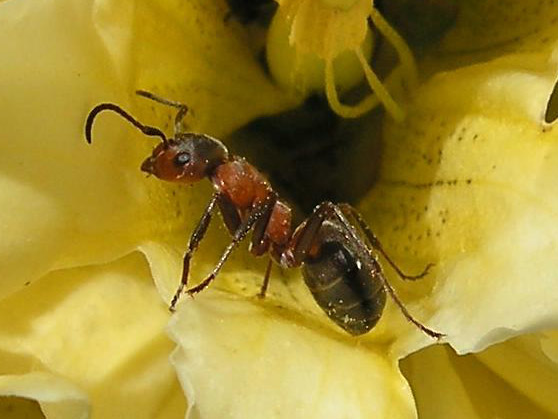
Mier
Goudwesp
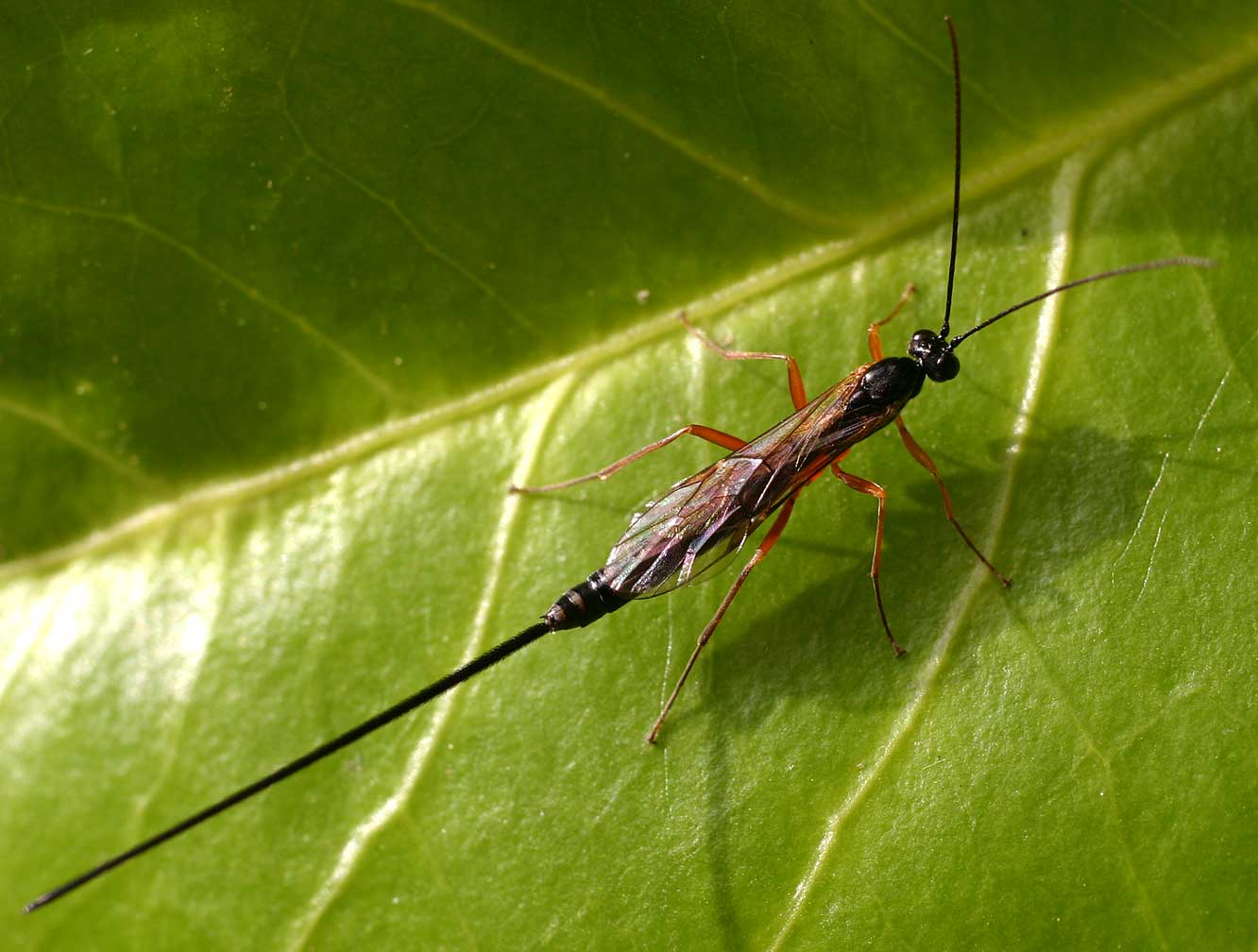
Sluipwesp